# Wiktor Tomaszewski
Wiktor Tomaszewski (ur. 17 marca 1907 w Pleszewie, zm. 22 czerwca 1995 w Edynburgu) – polski lekarz internista, wykładowca na Polskim Wydziale Lekarskim w Edynburgu.

## Życiorys
Syn Wincentego Tomaszewskiego i Marii z Urbaniaków, właścicieli zakładu ogrodniczego. W 1925 ukończył naukę w gimnazjum, a następnie rozpoczął studia na Wydziale Lekarskim Uniwersytetu Poznańskiego pod kierunkiem prof. Adama Wrzoska. Na czwartym roku studiów poznał prof. Wincentego Jezierskiego, po jego kierunkiem rozpoczął staż w II Klinice (Terapeutycznej) Chorób Wewnętrznych Uniwersytetu Poznańskiego. W 1931 ukończył naukę uzyskując tytuł doktora wszech nauk lekarskich, a następnie odbył roczny staż po którym rozpoczął pracę w klinice u prof. Jezierskiego, która mieściła się w poznańskim szpitalu miejskim. W tym samym roku przedstawił pracę doktorską pt. Kształty głów ludzkich w norma verticalis i na jej podstawie uzyskał tytuł doktora medycyny. Pracując zawodowo równocześnie studiował psychologię i filozofię na Wydziale Humanistycznym Uniwersytetu Poznańskiego, gdzie w 1935 uzyskał magisterium, a w 1937 na podstawie pracy pt. Wpływ psychiki na serce, oddech i ciśnienie krwi został doktorem filozofii. Od 1934 kierował niezwykle nowoczesną jak na ówczesne czasy uniwersytecką pracownią EKG, dzięki stypendium naukowemu, które otrzymał z fundacji Sierakowskich przez trzy miesiące przebywał w Lozannie, gdzie odbył staż w Zakładzie Fizjologii tamtejszego uniwersytetu. Od 1935 prowadził w poznańskiej Państwowej Szkole Sztuk Zdobniczych i Przemysłu Artystycznego wykłady z anatomii człowieka oraz sprawował opiekę medyczną nad studentami i pracownikami uczelni. Prowadził badania nad wpływem witamin na fizjologię człowieka, za osiągnięte wyniki otrzymał stypendium firmy Hoffmann-LaRoche, dzięki któremu ponownie wyjechał do Lozanny, aby kontynuować rozpoczęte wcześniej badania. Kolejny wyjazd zagranicę miał miejsce w 1936, wówczas Wiktor Tomaszewski przebywał w Liège, gdzie w Zakładzie Medycyny Doświadczalnej prowadził badania nad oznaczaniem i wpływem tlenu i dwutlenku węgla na organizm ludzki. W 1937 wyjechał do Bad Nauheim, gdzie uczestniczył w badaniach w zakresie kardiologii eksperymentalnej. W 1938 przedstawił rozprawę Przewód pokarmowy, a witamina C, na jej podstawie 20 kwietnia 1939 został doktorem habilitowanym na Wydziale Lekarskim UP i najmłodszym docentem (w zakresie chorób wewnętrznych) Uniwersytetu Poznańskiego. W lipcu 1939 wyjechał do Stanów Zjednoczonych, atak III Rzeszy na Polskę uniemożliwił mu powrót, statek, którym podróżował zawinął do Wielkiej Brytanii. 
Po wstąpieniu do wojska został przetransportowany do Francji. Ukończył kurs podchorążych w Centrum Wyszkolenia Sanitarnego w Combourg. Po kapitulacji tego kraju znalazł się w Szkocji. Od 1941, w stopniu kaprala podchorążego, pełnił służbę Polskim Wydziale Lekarskim, który powstał pod kierunkiem prof. Antoniego Jurasza przy Uniwersytecie w Edynburgu. Opracował tam pierwszy polsko-angielski i angielsko-polski słownik lekarski. Był jednym z pionierów stosujących fotografię luminescencyjną dla celów medycznych. 
Po zakończeniu działalności Wydziału przeszedł do pracy w Department of Therapeutics National Health Service, oraz zaangażował się w stworzenie Fundacji im. Polskiego Wydziału Lekarskiego, której zadaniem miała być pomoc materialna (stypendia) dla młodych polskich lekarzy. 11 maja 1978 został odznaczony przez prezydenta RP na uchodźstwie Krzyżem Kawalerskim Orderu Odrodzenia Polski. W 1983 Royal College of Physicians nadało Wiktorowi Tomaszewskiemu honorowe członkostwo, a rok później poznańska Akademia Medyczna nadała mu tytuł doktora honoris causa. W 1991 otrzymał honorowy doktorat z dziedziny nauk medycznych na Wydziale Medycznym Uniwersytetu Edynburskiego. Wspomnienia wojenne ze służby zdrowia i z Polskiego Wydziału Lekarskiego w Edynburgu zawarł w książce "Na Szkockiej ziemi". Zmarł w 1995, zgodnie z ostatnią wolą spoczął w grobowcu rodzinnym w Pleszewie.